# Jugendsünden (film 1929)
Jugendsünden è un film muto del 1929 diretto da Carl Heinz Wolff.

## Produzione
Il film fu prodotto dall'Aco-Film.

## Distribuzione
Distribuito dalla Messtro-Orplid, uscì nelle sale cinematografiche tedesche presentato a Berlino il 2 settembre 1929. Il film ottenne il visto di censura B.25385 il 17 marzo 1930 che ne vietava la visione ai minori.